# Trithemis pruinata
Trithemis pruinata – gatunek ważki z rodziny ważkowatych (Libellulidae).